# Křemelina

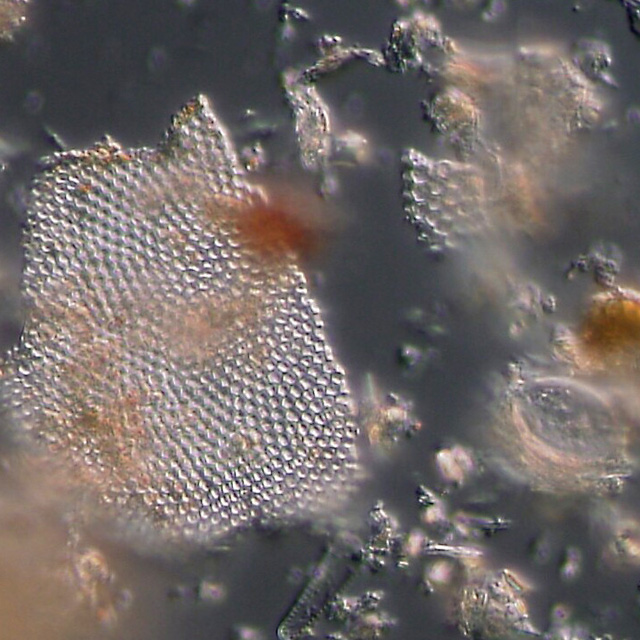
Rozsivky v mikroskopu

Křemelina je nezpevněná (sypká) hornina, která je tvořena většinou opálovými schránkami rozsivek (jednobuněčné řasy, latinsky Diatomeae), ty tvoří nejméně 40 procent jejího objemu. Sypké vzorky se označují křemelina (diatomová, rozsivková zemina nebo rozsivkový jíl, či diatomové bahno), zpevněné diatomové břidlice, někdy je však pojem diatomit používán pouze pro tyto zpevněné horniny břidličnatého charakteru. Kromě schránek rozsivek a jejich úlomků jsou v křemelinách zastoupeny jílové minerály, nejčastěji kaolinit a illit.
Společně s radiolarity a spongolity je křemelina řazena k silicitům organogenního původu. Dalším používaným názvem je diatomit, zahrnující horniny složené z diatom (schránek rozsivek) různého stupně zpevnění.

## Vznik
Historicky jsou rozsivky známy z vrstev spodní jury, významnými uloženinami jsou třetihorní (jezerní i mořské sedimenty).
Diatomity vznikají ve sladkovodním i mořském prostředí, ale i v oblastech se smíšenou (brakickou) vodou. Existenci velkého množství rozsivek v takových vodách podmiňuje vysoký obsah SiO2. Sladkovodní diatomit je typický nízkou krystalinitou křemene a je méně vhodný pro průmyslové využití. Vznikají však i v dnešních vodních pánvích chladnějších oblastí, chudých na uhličitan vápenatý. Velmi příznivé podmínky pro rozvoj diatom představují blízké sopečné oblasti, neboť sopečný popel je snadno přístupným zdrojem potřebných anorganických látek pro stavbu schránek. Významné výskyty v Česku jsou většinou neogenního stáří, sladkovodního původu nebo vznikly ve vodách s velmi nízkou salinitou.

## Vlastnosti
Křemelina je velice jemnozrnný, práškovitý až jílovitý sediment. Je-li čistá, má bílou barvu, bývá i nazelenalá, šedá, hnědavá dle příměsí. Vysoce kvalitní křemelina obsahuje kolem 90 % oxidu křemičitého. Důležitou vlastností pro využití je pórovitost, dosahující u dobrých druhů až 80 %. Objemová hmotnost vysušené křemeliny je 0,3–0,5 g/cm³, takže výrobky z ní plavou na vodě. Dalšími ceněnými vlastnostmi jsou tepelně izolační, žáruvzdornost, vysoká absorpční schopnost, odolnost vůči kyselinám atd.
Kromě schránek rozsivek mohou obsahovat příměsi jílů, tufů a písku. Přechodné horniny, blízké tufům se označují jako tufodiatomity. Zvětrávaním diatomitových hornin se tvoří těžší zvětraliny a půdy.
Diatomitové bahno a velmi podobný radiolariový kal jsou typické hlubokovodní sedimenty dnešních oceánů, usazují se pod hladinou CCD, existují však i mělkovodní křemité sedimenty. Diatomitové bahno je běžné v okolí Antarktidy a severní části Tichého oceánu, radiolariové sedimenty vznikají v rovníkových oblastech Tichého a Indického oceánu.
Slabě zpevněné diatomitové jíly jsou za mokra mazlavé, po vyschnutí má křemelina práškovou formu, je bílé nebo žlutavé, šedé, případně až hnědé barvy. Diatomitové břidlice představují už zpevněný sediment s lístkovitou odlučností. Zpevněný diatomit má podobnou strukturu jako křída, lze ho rozlišit i velmi jednoduše olíznutím: protože dobře pohlcuje vlhkost, poměrně silně se lepí na jazyk.

## Využití

### Průmyslové
Pro toto užití je typické to, že se diatomit kombinuje s jinými materiály a látkami, kde se využívá jako pojidlo, plnidlo nebo izolátor.
Zřejmě první průmyslové využití diatomitu představovala výroba dynamitu. Nitroglycerin smíchaný se zeminou bylo možné dále hníst a zpracovávat, aniž by hrozilo bezprostřední nebezpečí výbuchu.
Velmi jemně mletý diatomit se využívá k výrobě filtrů (na oleje, tuky, ale též pivo a víno). Také jako plnidlo, k výrobě abraziv, zvukových, tepelných izolátorů, či jako speciální stavební materiál (lehčené tvárnice).

### Ničení drobných škůdců
Jemně mletá křemelina je přírodní netoxické antiparazitikum. Účinkuje mechanicky proti hmyzu s chitinovou schránkou. Kontakt s mikroskopickými částečkami křemeliny naruší pevnou schránku hmyzu, jemuž způsobí vysušení a smrt. Časté je její aplikování jako ochrana proti klíšťatům, čmelíkům, či mravencům. Obdobným způsobem lze použít v domácnosti proti štěnicím, švábům, blechám nebo roztočům.

### Zemědělské a agrikulturní
Hrubozrnné frakce křemeliny se používají jako pěstební substráty, které jsou alternativou akadamy (japonského jílu). Hodí se pro kaktusy, sukulenty, či bonsaje.

## Výskyt

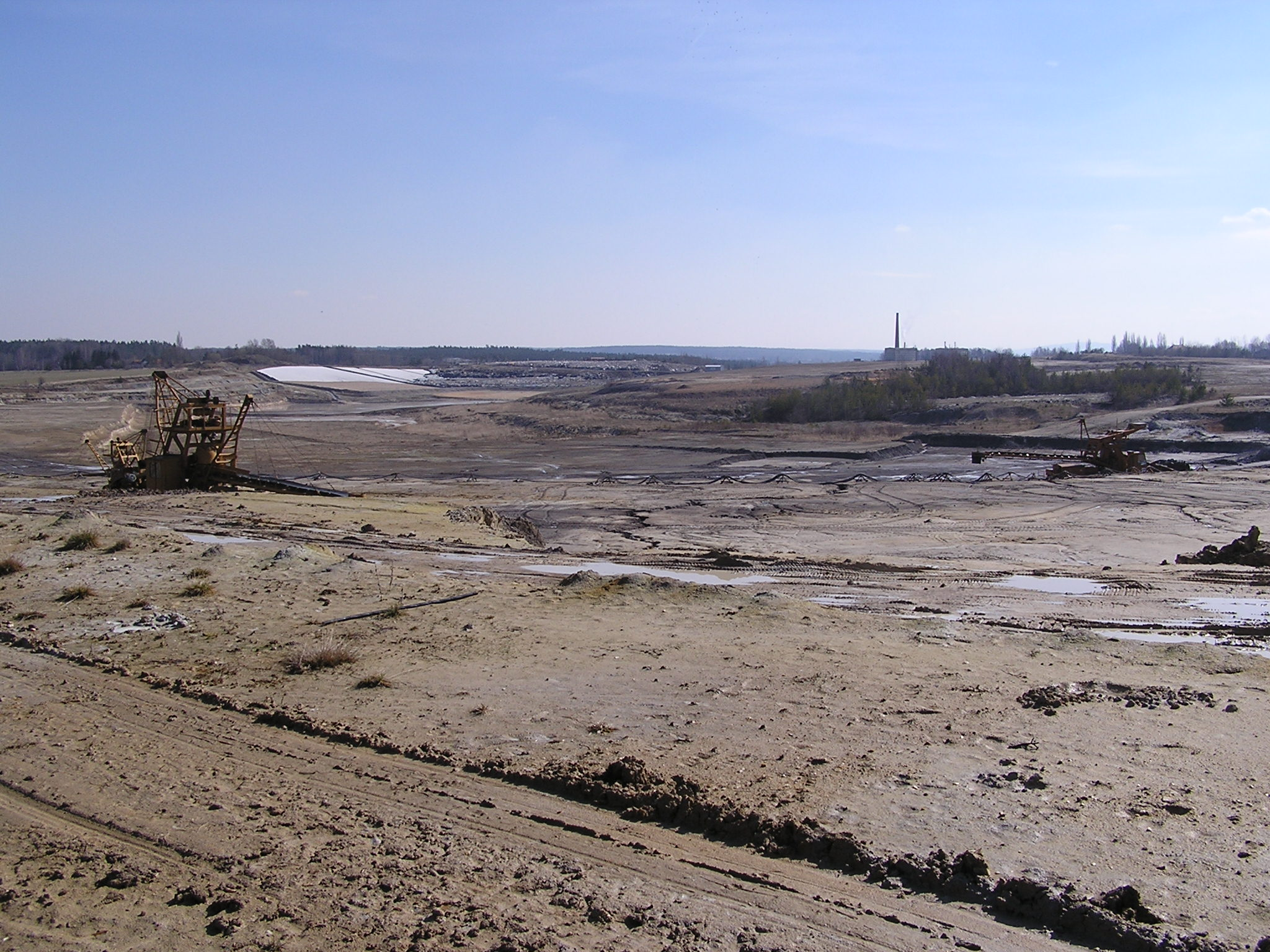
Těžba křemeliny v prostoru Borovany-Ledenice, okres České Budějovice

V České republice je to zvláště Třeboňská pánev (největší české ložisko Borovany, Ledenice), podkrušnohorský oligocén (Soos), na Slovensku Dúbravice, Močiar.
Největší světová ložiska se nacházejí v Kalifornii, kde mocnost dosahuje až 400 m. Význačnými producenty jsou Dánsko, Francie (Auvergne), SRN (Lüneburg), Japonsko, Island.